# Patrice Eyraud
Patrice Eyraud (Tolone, 20 dicembre 1967) è un allenatore di calcio ed ex calciatore francese, di ruolo centrocampista.

## Carriera

### Club
Durante la sua carriera ha vestito le maglie di Sporting Toulon Var, Marsiglia, Tolosa, Metz, Gueugnon, Perpignano, Créteil-Lusitanos e Martigues. Vince da protagonista la doppietta marsigliese del 1989, laureandosi campione di Francia anche nel 1990 e nel 1992 sempre con l'OM.

## Palmarès

### Club

#### Competizioni nazionali
- Campionato francese: 3

Marsiglia: 1988-1989, 1989-1990, 1991-1992
- Coupe de France: 1

Marsiglia: 1988-1989